# Apistogramma acrensis
Apistogramma acrensis és una espècie de peix de la família dels cíclids i de l'ordre dels cipriniformes que es troba a Sud-amèrica: riu Acre. Va ser descrit per W. Staeck el 2003.